# Опришенешти (Браила)
Опришенешти (рум. Oprișenești) насеље је у Румунији у округу Браила у општини Јанка. Oпштина се налази на надморској висини од 24 m.

## Становништво
Према подацима из 2002. године у насељу је живело 913 становника, од којих су сви румунске националности.